# John Singer Sargent
John Singer Sargent (Firenze, 1856. január 12. - London, 1925. április 15.) amerikai festő, szobrász.

## Életpályája
Firenzében, majd Párizsban Carolus Durannál tanult. 1884-ben Londonban telepedett le, ahol csakhamar az előkelők kedvelt arcképfestője lett. Stílusában vegyítette az érzelmes angol arcképfestészet tradícióit a francia impresszionisták stílusjegyeivel.

## Művei
A megváltás dogmáját jelképező,  a bostoni könyvtárban található falkép archaizáló jellegű, míg eleven, virtuózán festett képmásaiban a legmodernebb eszközöket értékesítette. Ilyenek pl.: Portland herceg, lord Ribblesdale, Hamilton tábornok, Roosevelt elnök, Terry Ellen színésznő (mint Lady Macbeth), a Hunter nővérek, az Acheson nővérek stb. arcképei. Nagy sikerei voltak spanyol utazásai eredményeképpen festett spanyol táncosképeivel, mint a Tánc (El Jaleo), Carmencita képmása (1892, Párizs, Musée du Luxembourg) stb. 
A londoni Tate Galleryben van Carnation, lily, lily, rose (japáni lampionokat aggató gyermekek) című képe.

## Képgaléria

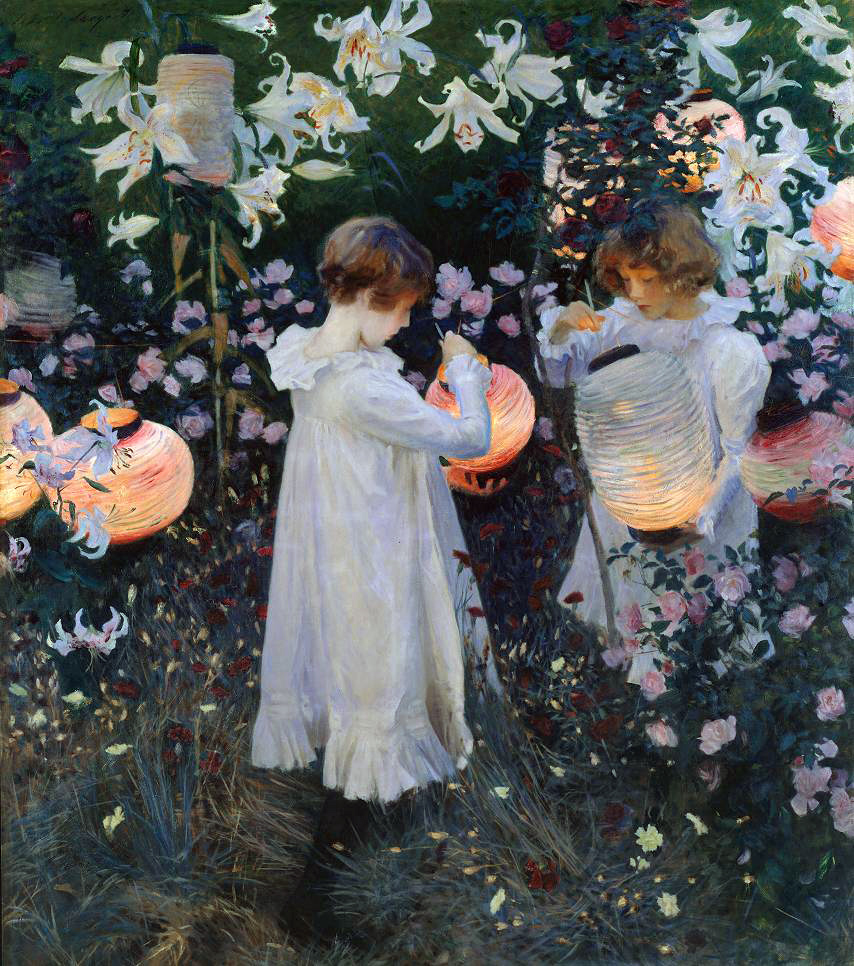
Carnation Lily Lily Rose
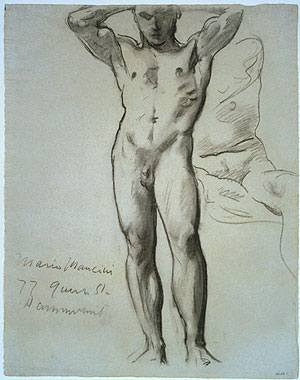
Mario Mancini meztelen portréja
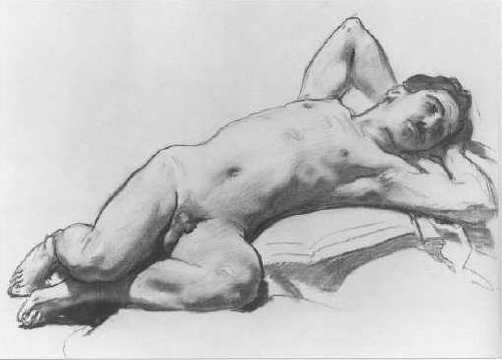
Nicola D'Inverno
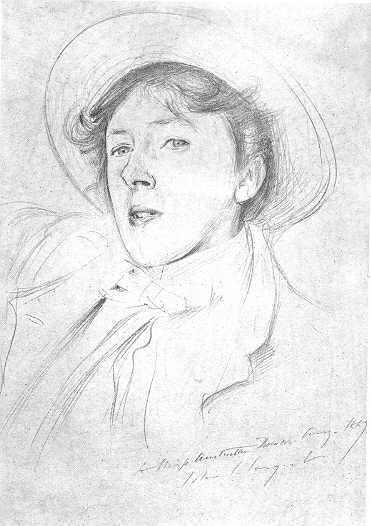
Vernon Lee (Violet Paget) arcképe
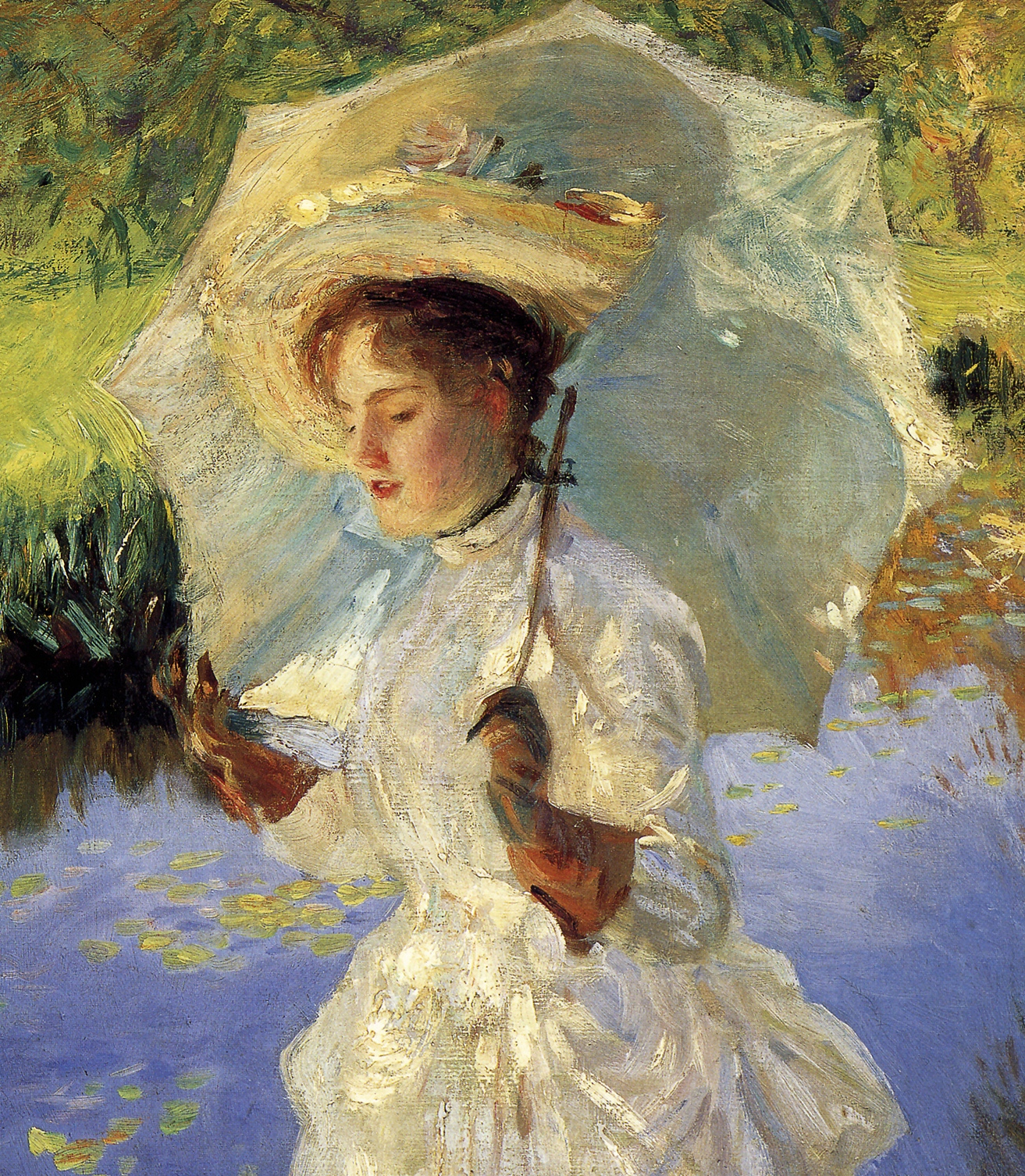
Reggeli séta (részlet)
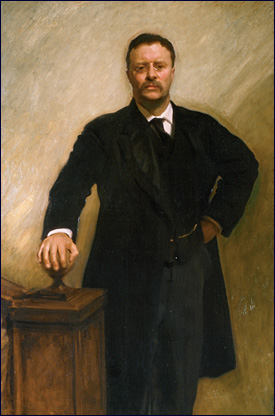
Theodore Roosevelt arcképe (1903)
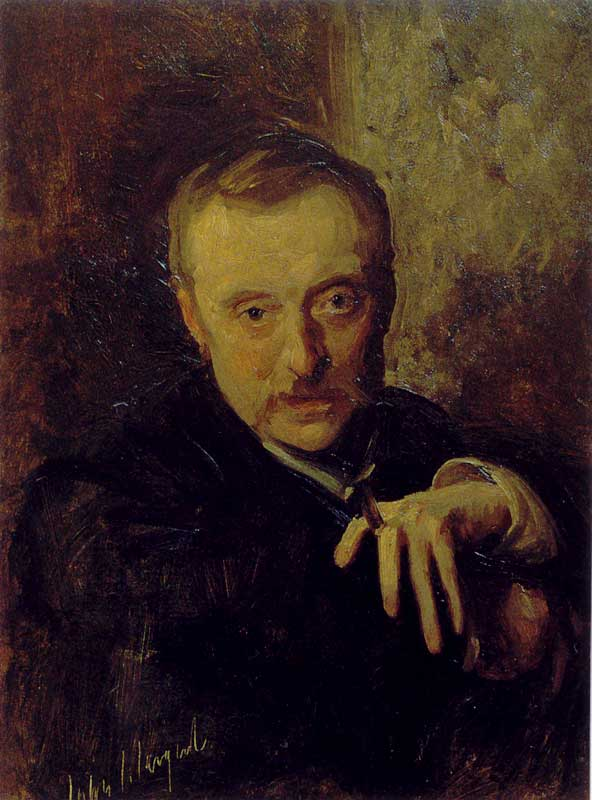
Antonio Mancini arcképe
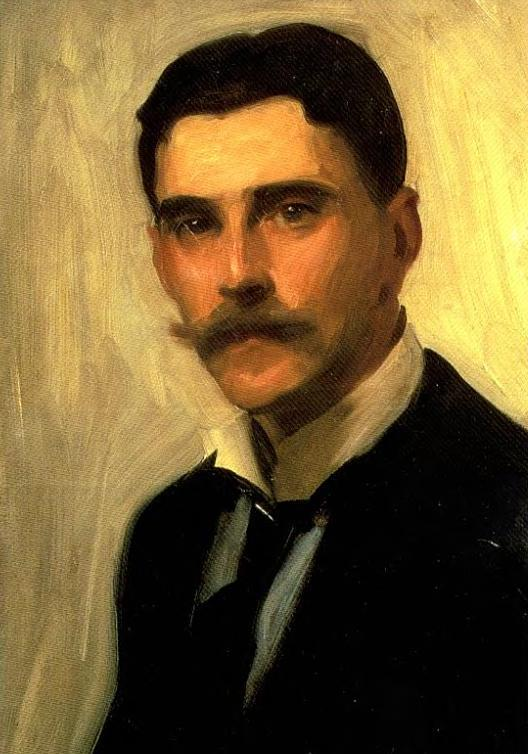
Robert Brough arcképe (részlet)
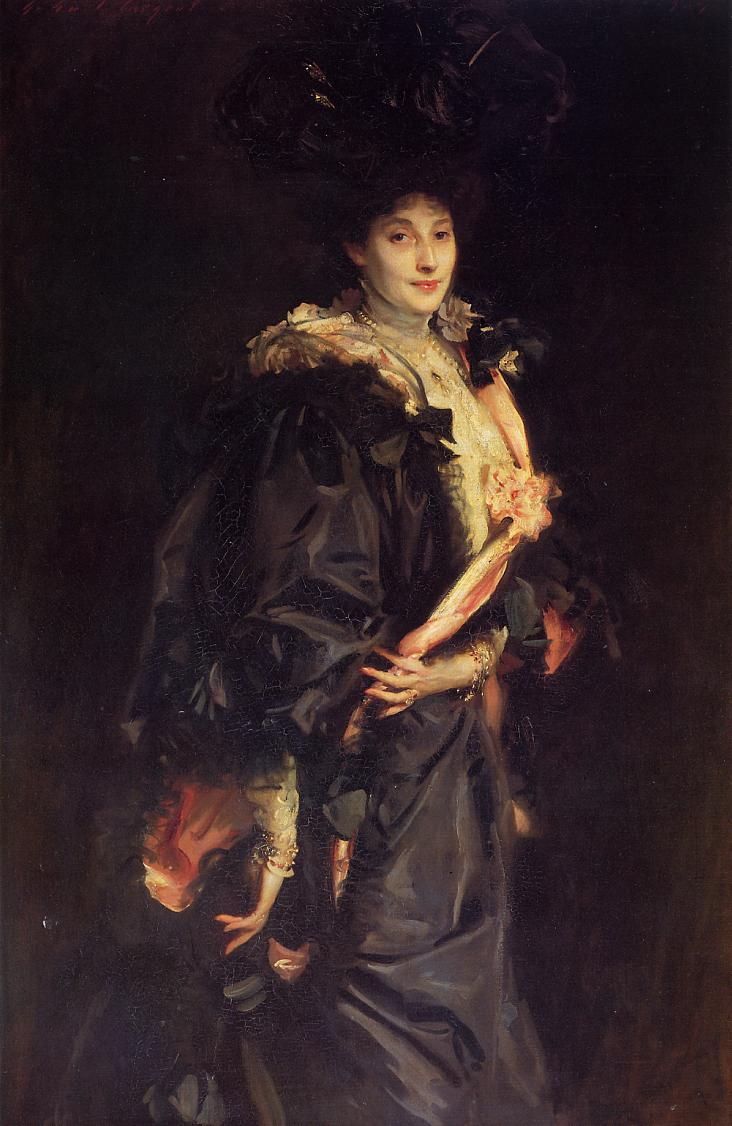
Lady Sassoon arcképe
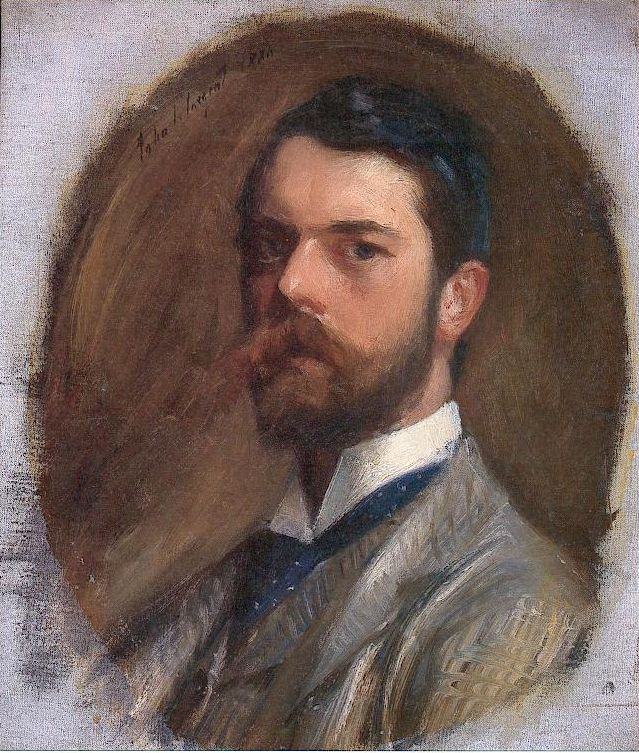
Önarcképe (1886)
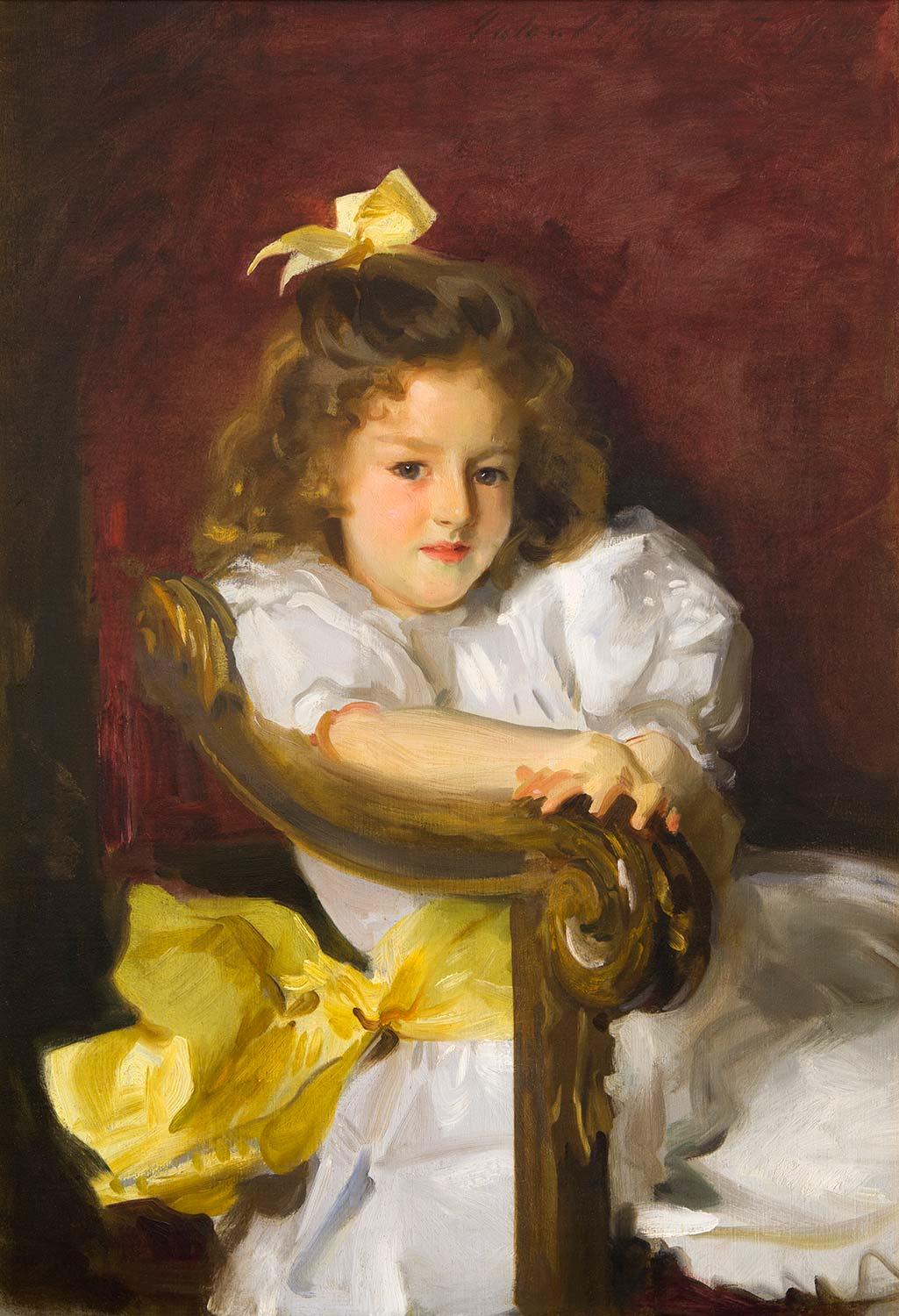
Charloette Cram arcképe (1900)
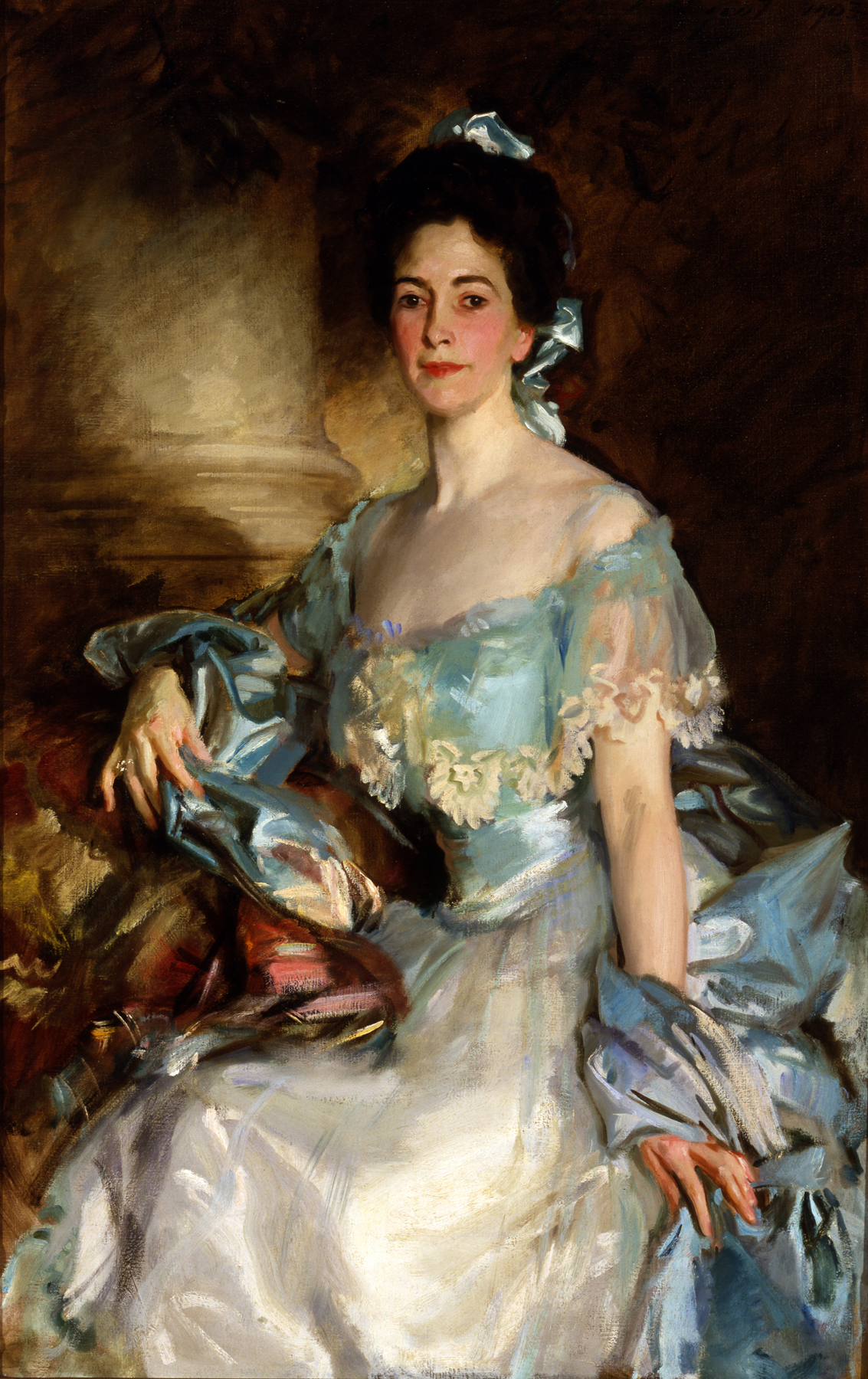
Mrs A Lawrence arcképe
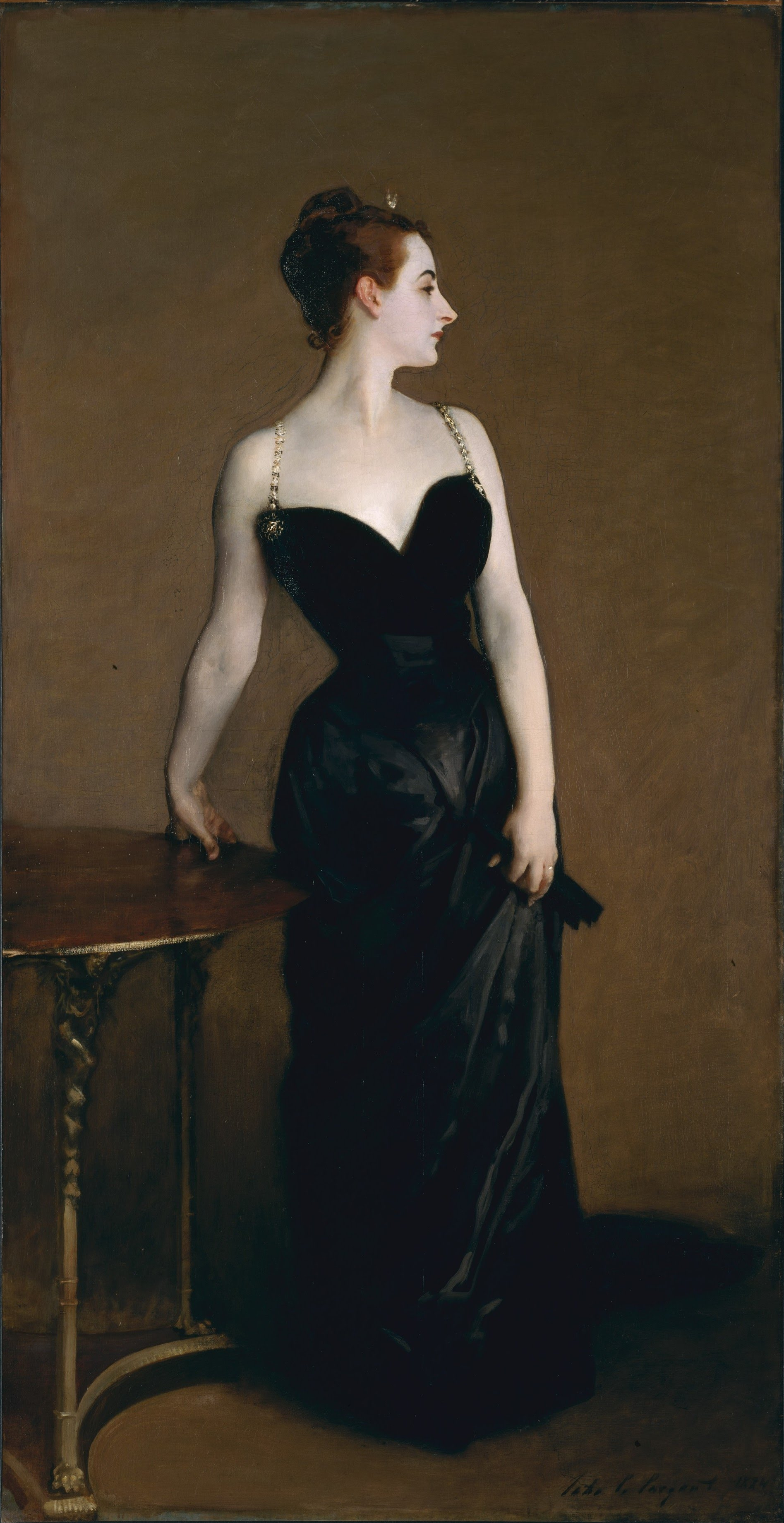
Madame X (1884)
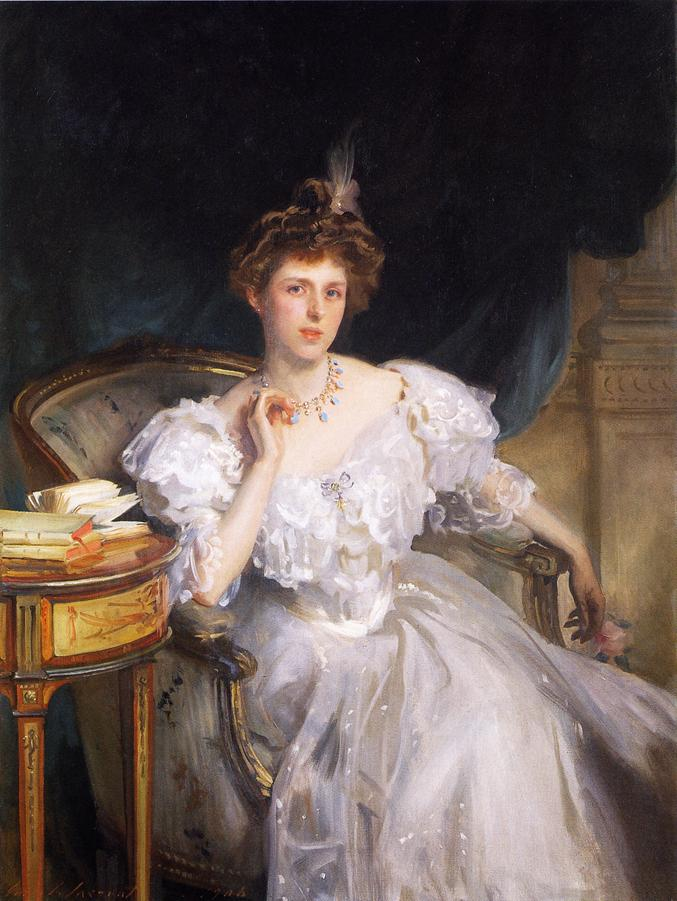
Mrs William Raphael arcképe